# Eujuriniodes eva
Eujuriniodes eva là một loài ruồi trong họ Tachinidae.